# 単色光
単色光（たんしょくこう、英語: monochromatic light）とは、1つの振動数または波長のみからなる光の波のことである。単色光は、ヒトの目にはスペクトル色として認識される。赤なら赤一色、緑なら緑一色の振動数の波しか含まず、プリズムなどの分光器によってこれ以上分解されない。
光は波長で特徴づけられる。異なる色の光は異なる波長を持つ。太陽、白色電球のフィラメントなど、通常の光源から放射される光はさまざまな波長の混合である。プリズムなどで分解することによって、さまざまな波長の光がまざっていることが確認できる。

## 例と特徴

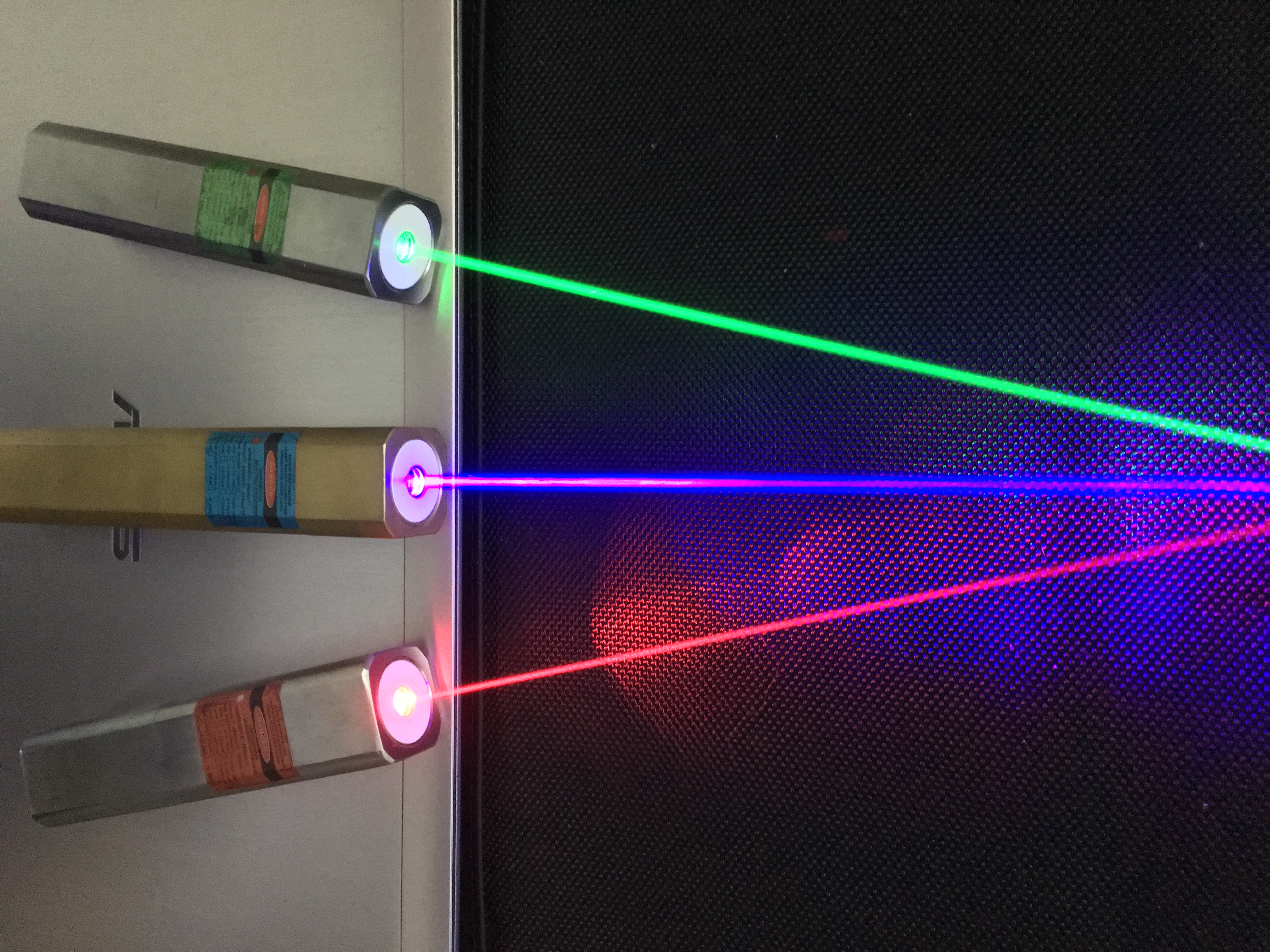
レーザー（赤色、緑色、青色）

単色光には一定の波長の光しか含まれず、そのためにさまざまな特徴を持つ。
- 街灯や高速道路の照明として使われることが多いナトリウムランプのオレンジ色の光は単色光に近い。ナトリウムランプの光の下では多様な色を感じることができず、たとえばカラーの印刷物などを見てもオレンジ色の濃淡のモノクロのように見える。

- レーザー光は単色光であり、かつ光の位相がそろっている（コヒーレントである）。そのため干渉などの特異な現象をおこす。